# Vâlcele (Covasna)
Vâlcele es una comuna ubicada en el distrito de Covasna, Rumania.

## Superficie
Posee una superficie de 58,32 kilómetros cuadrados.

## Demografía
Hasta 2021 la población era de 5559 habitantes, con una densidad de población de 95,32 habitantes por kilómetro cuadrado.